# اوه جی هو
اوه جی هو (کره‌ای: 오지호؛ زادهٔ ۱۴ آوریل ۱۹۷۶) بازیگر اهل کره جنوبی است. او بیشتر به خاطر مجموعه‌های تلویزیونی همسر یا دردسر (۲۰۰۶)، همسر من بی‌نظیره (۲۰۰۹)، شکارچیان برده (۲۰۱۰)، خدمتکاران (۲۰۱۵)، ملکه اداره (۲۰۱۳) و آه گوم‌بی من (۲۰۱۶) شناخته شده‌است.

## حرفه
اوه جی هو در موکپو، استان جولا جنوبی، کره جنوبی به دنیا آمد و بزرگ شد. او از دورهٔ مدیریت تجارت الکترونیکی خود در مدرسهٔ فنی صنعتی آنیانگ انصراف داد و در سن ۲۲ سالگی به تنهایی به سئول نقل مکان کرد تا حرفهٔ بازیگری خود را دنبال کند.